# Rhynchonella
Genre
Classification phylogénétique
- Bilatériens
  - Protostomiens
    - Chétognathes ?
    - Lophotrochozoaires
      - Ectoproctes
      - Rhombozoaires
      - Platyzoaires
      - Phoronozoaires
        - Brachiopodes
        - Phoronides

      - Eutrochozoaires

    - Ecdysozoaires

  - Mésozoaires ?
  - Deutérostomiens

Rhynchonella (parfois francisé en rhynchonelle) est un genre toujours vivant de Brachiopodes évoluant du Dévonien (Paléozoïque moyen) jusqu'à l'actuel. On les pensait disparus au Jurassique, mais les Terebratula et Rhynchonella sont les deux seuls genres encore existant chez les Brachiopodes. Etant des organismes filtreurs, les Rhynchonella captent les particules en suspension dans l'eau pour se nourrir (à l'aide d'un lophophore). 
Les Rhynchonella sont fixés sur le substratum par le pédoncule, qui sort du foramen sur la valve ventrale (également appelée valve pédonculaire). 

## Description
Ces brachiopodes articulés, de 1,75 à 3,75 centimètres de long, sont caractérisés par une coquille triangulaire, un profil sphérique, des côtes marquées, une ligne de charnière incurvée, appelée ligne cardinale et un petit umbo.

## Liste d'espèces
- Rhynchonella acuminata † Martin 1809
- Rhynchonella adrianensis † Gemmellaro 1899
- Rhynchonella bajociana † (d'Orbigny, 1850)
- Rhynchonella boloniensis † (d'Orbigny, 1850)
- Rhynchonella carapezzae † Gemmellaro 1899
- Rhynchonella carinthiaca † Bittner 1890
- Rhynchonella confinensis † Schellwien 1892
- Rhynchonella djeffarae † Dubar 1967
- Rhynchonella edwardsi † Chapuis & Dewalque 1853
- Rhynchonella eskiordensis † Moisseiev 1932
- Rhynchonella fraasi † Oppel 1861
- Rhynchonella granulum † Eichwald 1860
- Rhynchonella inflata † Jaboli 1959
- Rhynchonella jukesi † McCoy 1847
- Rhynchonella kochigataniensis † Tokuyama 1957
- Rhynchonella krotovi † Tschemyschew 1902
- Rhynchonella lacuna † Quenstedt 1871
- Rhynchonella langleti † Chapuis & Dewalque 1853
- Rhynchonella limbata † Schlotheim 1813
- Rhynchonella lingulata † Gabb 1864
- Rhynchonella loxia † Fischer von Waldheim 1809
- Rhynchonella maudensis † Whiteaves 1884
- Rhynchonella minuta † Buvignier 1843
- Rhynchonella miquihuanensis † Imlay 1937
- Rhynchonella misella † Bittner 1890
- Rhynchonella negrii † Gemmellaro 1899
- Rhynchonella paolii † Canavari 1880
- Rhynchonella paucicosta † Kitchin 1910
- Rhynchonella pauciplicata † Kitchin 1900
- Rhynchonella prona † Oppel 1861
- Rhynchonella pseudoazaisi † Dubar 1967
- Rhynchonella pugnus † Martin
- Rhynchonella pupula † Bittner 1890
- Rhynchonella salinasi † Gemmellaro 1899
- Rhynchonella sosiensis † Gemmellaro 1899
- Rhynchonella subrimosa † Schafhauti 1851
- Rhynchonella tazerdunensis † Dubar 1967
- Rhynchonella texanus † Shumard 1859
- Rhynchonella wichmanni † Rothpletz 1892
- Rhynchonella withei † Gemmellaro 1899